# شام تمرینی
شام تمرینی یک مراسم سنتی قبل از عروسی در ایالات متحده است که معمولاً بعد از عروسی تمرینی و شب قبل از مراسم عروسی برگزار می‌شود.
مهمانان عموماً شامل زوج متأهل و افراد دیگری هستند که در جشن عروسی حضور می‌یابند. هزینه شام تمرین به‌طور سنتی بر عهده والدین داماد است. با این حال، سنت‌های مدرن به والدین عروس یا داماد اجازه می‌دهد تا این هزینه‌ها را متحمل شوند.
هدف از شام تمرینی این است که اقوام و دوستان عروس و داماد با هم ملاقات کنند و اوقات خوشی داشته باشند. این زوج عموماً از این فرصت استفاده می‌کنند و از همه کسانی که در آماده‌سازی عروسی کمک کرده‌اند تشکر می‌کنند. فعالیت‌ها عموماً شامل نوشیدن به سلامتی و ارائه هدایای کوچک برای کسانی است که به برنامه‌ریزی عروسی کمک کرده‌اند.